# Entrenadors de l'Hèrcules Club de Futbol
Es llisten tots els entrenadors de la història de l'Hèrcules Club de Futbol de manera cronològica per temporada:
| - 1930-1931 : - Alejandro Finning - 1931-1932 : - Walter Harris - 1932-1933 : - Walter Harris - Lippo Hertzka - 1933-1934 : - Lippo Hertzka - Manuel Suárez - 1934-1935 : - Manuel Suárez - 1935-1936 : - Manuel Suárez - 1936-1937 : Guerra Civil Espanyola - 1937-1938 : Guerra Civil Espanyola - 1938-1939 : Guerra Civil Espanyola - 1939 : - Luis Surroca - 1939-1940 : - Francisco Gamborena - José Quirante - 1940-1941 : - Manuel Olivares - 1941-1942 : - Manuel Olivares - Teodoro Mauri - 1942-1943 : - Luis Urquiri - 1943-1944 : - Manolo Maciá - 1944-1945 : - Francisco Pagaza - 1945-1946 : - Francisco Pagaza - Luis Urquiri - 1946-1947 : - Luis Urquiri - 1947-1948 : - Luis Urquiri - 1948-1949 : - Gaspar Rubio - 1949-1950 : - Gaspar Rubio - 1950-1951 : - Antonio Bonet - 1951-1952 : - Mundo - 1952-1953 : - Julián de la Riva, José Llopis i Pina - Gaspar Rubio - 1953-1954 : - Amadeo Sánchez - 1954-1955 : - Patricio Caicedo - 1955-1956 : - Patricio Caicedo; - Sergio Rodríguez (interí); - José Iraragorri. - 1956-1957 : - Amadeo Sánchez; - Sergio Rodríguez (interí) - 1957-1958 : - Ricardo Gallart; - Sergio Rodríguez i Manuel Almagro (interins); - Ramonzuelo (interí); - Manuel Echezarreta - 1958-1959 : - Manuel Echezarreta; - José Sierra - 1959-1960 : - Álvaro Pérez Vázquez - 1960-1961 : - Satur Grech - 1961-1962 : - Diego Lozano; - Carlos Iturraspe - 1962-1963 : - Carlos Iturraspe; - Luis Ortega (interí); - José Bermúdez - 1963-1964 : - José Bermúdez - 1964-1965 : - José Bermúdez; - Pepe Millán - 1965-1966 : - Luis Belló - 1966-1967 : - Vicente Dauder; - Eduardo Toba - 1967-1968 : - Eduardo Toba; - Sergio Rodríguez; - Antoni Ramallets - 1968-1969 : - Álvaro Pérez Vázquez; - Luis Ortega; - Manolet; - Manero (interí) - 1969-1970 : - César Rodríguez - 1970-1971 : - César Rodríguez; - Miguel González; - Guti (interí); - Sándor Kocsis - 1971-1972 : - Ignacio Eizaguirre; - Loves (interí); - Pepe Valera - 1972-1973 : - Jenő Kálmár - 1973-1974 : - Arsenio Iglesias - 1974-1975 : - Arsenio Iglesias - 1975-1976 : - Arsenio Iglesias - 1976-1977 : - Arsenio Iglesias - 1977-1978 : - Felipe Mesones; - Benito Joanet - 1978-1979 : - Benito Joanet - 1979-1980 : - Benito Joanet; - Koldo Aguirre |  | * 1980-1981 : - - Koldo Aguirre - 1981-1982 : - Koldo Aguirre - 1982-1983 : - Paquito García; - Humberto (interí); - Pachín - 1983-1984 : - Pachín; - Humberto (interí); - Carlos Jurado - 1984-1985 : - Carlos Jurado; - Humberto (interí); - Antoni Torres - 1985-1986 : - Antoni Torres; - Manolo Villanova - 1986-1987 : - Alberto Ormaetxea; - García Traid; - Pepe Rivera - 1987-1988 : - Pepe Rivera; - Benito Joanet - 1988-1989 : - Pepe Martínez; - Humberto (interí); - Marcel Domingo - 1989-1990 : - Moncho; - Juan Antonio Carcelén - 1990-1991 : - José Víctor - 1991-1992 : - Vicente Carlos Campillo; - Humberto - 1992-1993 : - Quique Hernández - 1993-1994 : - Quique Hernández - 1994-1995 : - Felipe Mesones; - Humberto (interí); - Manolo Jiménez - 1995-1996 : - Manolo Jiménez - 1996-1997 : - Iván Brzic; - Humberto (interí); - Quique Hernández - 1997-1998 : - Quique Hernández; - Humberto (interí); - David Vidal - 1998-1999 : - Sergio Egea - Humberto (interí); - Periko Alonso; - Manolo Jiménez - 1999-2000 : - Manolo Jiménez; - Teo Rastrojo i Vicente Russo (prom. ascens) - 2000-2001 : - Miquel Corominas; - Joaquín Carbonell - 2001-2002 : - Álvaro Pérez; - Felipe Miñambres i Ernesto Llobregat - 2002-2003 : - Felipe Miñambres; - Josip Višnjić - 2003-2004 : - José Carlos Granero - 2004-2005 : - José Carlos Granero; - Javier Subirats (interí); - Juan Carlos Mandiá - 2005-2006 : - Juan Carlos Mandiá; - José Bordalás - 2006-2007 : - José Bordalás - Josu Uribe; - Paquito Escudero - 2007-2008 : - Andoni Goikoetxea - 2008-2009 : - Juan Carlos Mandiá - 2009-2010 : - Esteban Vigo - 2010-2011 : - Esteban Vigo - Miroslav Đukić - 2011-2012 : - Juan Carlos Mandiá - 2012-2013 : - Juan Carlos Mandiá - Quique Hernández - 2013-2014 : - Quique Hernández - Slaviša Jokanović - 2014-2015 - Juan José Rojo Martín Pacheta - Manuel Herrero Galaso - 2015-16 - Jesús Muñoz Calonge - Manuel Herrero Galaso - Vicente Mir Arnau 2016-17 - - Luis García Tevenet - Carlos Luque - 2017-2018 : - Gustavo Lionel Siviero - Josip Višnjić - Claudio Barragán Escobar - 2019-2020 - Lluís Planagumà Ramos - Jesús Muñoz Calonge - Vicente Mir Arnau - Gustavo Lionel Siviero - 2020-2021 : - David García Cubillo - 2021-2022 : - Sergio Mora Sánchez |